# Cerinza (kommun)
Cerinza är en kommun i Colombia.   Den ligger i departementet Boyacá, i den centrala delen av landet, 190 km nordost om huvudstaden Bogotá. Antalet invånare är 4 312. Arean är 62 kvadratkilometer.
Terrängen i Cerinza är huvudsakligen kuperad, men norrut är den bergig.